# Coquillettomyia inflata
Coquillettomyia inflata är en tvåvingeart som beskrevs av Kashyap 1986. Coquillettomyia inflata ingår i släktet Coquillettomyia och familjen gallmyggor. Inga underarter finns listade i Catalogue of Life.